# Си, Томас Джефферсон Джексон
Томас Джефферсон Джексон Си (англ. Thomas Jefferson Jackson See, 19 февраля 1866 г., Монтгомери-сити, Миссури — 4 июля 1962 г., Окленд, Калифорния) — американский астроном. Научное наследие связано в основном с астрометрией, а также космологией. В анналы науки вошёл в основном благодаря своему неуживчивому характеру и бурному темпераменту: из-за ряда теоретических расхождений вошёл в конфликт с мировым научным сообществом. Архив учёного хранится в Библиотеке Конгресса США.

## Биография
Окончил университет Миссури без предоставления учёной степени в 1889 г., продолжил образование в Берлинском университете, где в 1892 г. удостоился докторской степени по математике. Специализировался на исследовании двойных звёздных систем и вычислении их орбит. После возвращения из Европы работал ассистентом Джорджа Хейла в Чикагском университете, но в 1896 г., не получив повышения, покинул университет.
До 1898 г. работал в Обсерватории Лоуэлла, откуда был уволен за высокомерное отношение к сотрудникам. В 1898 г. вошёл в штат Военно-морской обсерватории США в Вашингтоне.
Первый конфликт, связанный с работами Си, возник в 1895 г. в связи с исследованиями двойной звёздной системы 70 Змееносца. Си обнаружил расхождение между наблюдавшимся и предсказанным движением компонентов двойной звезды относительно друг друга, что позволило предположить наличие у этих двух звезд третьего невидимого спутника (впервые это предположение было озвучено капитаном У. Джейкобом в Мадрасской обсерватории в 1855 г.). Результаты исследований были опубликованы в Astronomical Journal , однако в 1899 г. Форест Моултон (1872—1952) убедительно доказал несостоятельность теории Си: тройная система будет слишком неустойчивой. В ответ Си написал в редакцию журнала оскорбительное письмо, опубликованное в сокращённом виде, оно повредило репутации астронома. Его работы больше не принимались в Astronomical Journal.
В 1902 г. поссорившись с коллегами, был вынужден покинуть Военно-морскую обсерваторию, и в течение одного семестра преподавал в Академии ВМФ. Позднее перевёлся на военную базу Mare Island NSY в Калифорнии, где работал в службе времени до самой отставки в чине капитана в 1930 г.

## Астрономические исследования
В 1909 г. Си сформулировал гипотезу захвата в полемике вокруг происхождения Луны. По этой гипотезе, Луна сформировалась как независимая планета где-то в Солнечной системе, а затем в результате неких пертурбаций перешла на эллиптическую орбиту, пересекающуюся с орбитой Земли. При очередном сближении с Землей Луна была захвачена гравитацией Земли и стала её спутником. Эта гипотеза была весьма популярна на протяжении XX в.
В 1910 г. опубликовал второй том монографии «Исследование эволюции звёздных систем» (Researches on the Evolution of the Stellar Systems, Vol. II, The Capture Theory of Cosmical Evolution). 700-страничный труд был посвящён опровержению «неправильных», по мнению Си, астрономических теорий. Репутации учёного сильно повредила публикация его биографии в 1913 г., где его теории были значительно вульгаризированы. Она была написана в апологетическом тоне астрономом-любителем и журналистом Уильямом Ларкиным Уэббом под названием Brief Biography and Popular Account of the Unparalleled Discoveries of T. J. J. See. Журнал Nation опубликовал уничтожающую рецензию, окончательно подорвавшую репутацию Си.
Работая в Калифорнии, Си опубликовал ряд работ, в которых рассматривал происхождение Солнечной системы, причины землетрясений и периодичность солнечных пятен. Пытался определить размеры галактики Млечного Пути.
Си был последовательным сторонником эфирной теории и пытался создать общую теорию всего, в которой все известные силы сводились к эфирным волнам (опубликована в 1922 г. в Германии). Си весьма энергично критиковал теорию относительности Эйнштейна, но тон его критики был таков, что и сам Эйнштейн, и мировое научное сообщество проигнорировали аргументы Си.
В 1930 г. Си участвовал в голосовании по наименованию вновь открытой планеты Плутон, предложив название «Кронос». Репутация учёного привела к игнорированию его предложения.

## Избранные работы
- See, T. J. J. Researches on the orbit of 70 Ophiuchi, and on a periodic perturbation in the motion of the system arising from the action of an unseen body (англ.) // The Astronomical Journal. — IOP Publishing, 1896. — Vol. 16. — P. 17 — 23.
- See, T. J. J. Remarks on Mr. Moulton's paper in A.J. 461 (англ.) // The Astronomical Journal. — IOP Publishing, 1899. — Vol. 20. — P. 56.
- See, T. J. J. 1910, «Researches on the evolution of the stellar systems: v. 2. The capture theory of cosmical evolution, founded on dynamical principles and illustrated by phenomena observed in the spiral nebulae, the planetary system, the double and multiple stars and clusters and the star-clouds of the Milky Way.» T.P. Nichols (Lynn, Mass.)
- See, T. J. J. 1920, Astronomische Nachrichten, 211, 49: «New Theory of the Aether»